# Burt Schuman
Burt E. Schuman (ur. 1948) – pierwszy od czasów II wojny światowej rabin judaizmu postępowego w Polsce.
W latach 2006–2011 przywódca duchowy Beit Warszawa, naczelny rabin Beit Polska. Wcześniej pełnił funkcję rabina Temple Beth Israel w Altoonie w Pensylwanii. Jego rodzice pochodzą z Galicji. Przed wstąpieniem do seminarium rabinackiego próbował swoich sił jako aktor. Jest absolwentem Hebrew Union College.
Rzecznik wyświęcania gejów i lesbijek na rabinów reformowanych, podpisał się pod listem poparcia festiwalu World Pride 2006 w Jerozolimie, organizowanego przez społeczność LGBT pomimo protestów wielu środowisk religijnych. Na stałego rabina w Warszawie został zaprzysiężony 20 października 2006 roku przez prezydenta Światowej Unii dla Judaizmu Postępowego, rabina Uri Regeva. W grudniu 2011 r. opuścił Polskę i wrócił do USA.